# Cuculluna haywardi
Cuculluna haywardi là một loài bướm đêm trong họ Noctuidae.